# Burmorsolus nonplumosus
Genre
Espèce
Burmorsolus nonplumosus, unique représentant du genre Burmorsolus, est une espèce fossile d'araignées aranéomorphes de la famille des Plumorsolidae.

## Distribution
Cette espèce a été découverte dans de l'ambre de Birmanie. Elle date du Crétacé.

## Publications originales
- Wunderlich, 2015 : On the evolution and the classification of spiders, the Mesozoic spider faunas, and descriptions of new Cretaceous taxa mainly in amber from Burmese (Burma) (Arachnida: Araneae). Beiträge zur Araneologie, vol. 9, p. 21–408 (en).